# Узинген
Узинген (на немски: Usingen; на латински: Osinga) е град в Хесен, Германия с 13 817 жители (към 31 декември 2014).
- Кметството на Узинген